# Piridinilpiperazin
1-(2-Piridinil)piperazin je hemijsko jedinjenje i derivat piperazina. Neki od derivata ove supstance deluju kao potentni i selektivni α2-adrenergički receptor antagonisti, npr. 1-(3-fluoro-2-piridinil)piperazin.
Primeri lekova koji su piridinilpiperazinski derivati, su:
- Azaperon — antipsihotik
- Atevirdin — antiretroviralni agens
- Mirtazapin — antidepresant